# أبو بكر المريني
هو الفقيه العلامة الحاج أبوبكر بن عبد الحق المريني، أديب وشاعر مغربي ولد بمدينة سلا وبها توفي في 12 من ديسمبر 1980.

## حياته
التحق كجميع أبناء زمانه  بالكتّاب، وحفظ ثلاثة أرباع القرآن الكريم، ثم التحق بالمدرسة المحمدية، فنال شهادتها الابتدائية، ثم تابع دراسته الثانوية ، وبفضل اجتهاده وكده حصل على الكفاءة في الحقوق (1969)، وشهادة العالمية من جامعة القرويين بفاس (1971)، وشهادة التخرج من دار الحديث الحسنية بالرباط (1977)، اشتغل محررا ومراسلا في عدد من من الصحف، ترأس تحرير عدد من المجلات منها: الفنون، والمغربي الصغير للأطفال، كما تقلد مهمة رئيس مصلحة الجلسات بمجلس النواب المغربي، كان عضو اتحاد كتاب المغرب سنة 1972، وعضو رابطة علماء المغرب، وشارك في عدد من المؤتمرات.

## مؤلفاته
له إنتاجات أدبية في القصة والمسرح، وكذا في الشعر، إلى جانب أخرى لا تخلو من أهمية كديوان «قالت لي الحرية» و«الزحف المقدس، ملحمة حرب أكتوبر 1973»، «في ظلال الدوحة»، «من يقود الزحف؟»، «شعب الخلود أنا»، «ألا فاشهدي يا فاس»، «أكرم الأمهات»، «إشراق الهدى»، «عد يا حبيبي»، «ذات الخال»، «الحب بلسان أهل المهن»، «لست رجلا 